# Seña Bermeja

La Seña Bermeja, símbolo de la ciudad de Zamora.

La Seña Bermeja es la bandera oficial de la ciudad de Zamora (España). Está compuesta por ocho tiras rojas y una banda verde esmeralda con terminación en punta.

## Descripción y significado
La Seña Bermeja consta de nueve franjas: ocho tiras rojas, que simbolizan las victorias del caudillo lusitano Viriato sobre los pretores y cónsules romanos, y una banda verde esmeralda, que representa la contribución de Fernando el Católico tras la batalla de Toro en 1476. Según la tradición, esta banda verde fue otorgada por el rey como reconocimiento a los servicios prestados por Zamora durante el conflicto.
La bandera está representada en el escudo de la ciudad, en campo de plata, con un brazo armado sosteniéndola. Este brazo es una alegoría al propio Viriato.

## Origen histórico
La Seña Bermeja está profundamente ligada a la historia de Zamora. Según las crónicas, las ocho tiras rojas representan las ocho victorias de Viriato sobre el ejército romano, lo que refuerza el carácter heroico e indómito de la ciudad. La incorporación de la banda verde se remonta a la batalla de Toro, cuando Fernando el Católico agregó este distintivo como reconocimiento a la lealtad de Zamora durante la Guerra de Sucesión Castellana.
En el poema histórico encargado por Fernando el Católico, se describen los elementos de la bandera con los siguientes versos:
| La noble seña sin falta bermeja de nueve puntas, de esmeralda la más alta que Viriato puso juntas, en campo blanco se esmalta. ¿Quién es esa gran señora? La numantina Zamora, donde el niño se despeña por dejar libre la enseña que siempre fue vencedora. Gratia Dei. Batalla de Toro, 1476. |

## Uso y representación
La Seña Bermeja es utilizada en actos oficiales y ceremonias del Ayuntamiento de Zamora. Sin embargo, su uso para representar a la provincia de Zamora es incorrecto, ya que carece de reconocimiento oficial en este ámbito. La Diputación Provincial de Zamora no tiene una bandera propia y diferenciada, aunque posee un escudo distintivo.
Otro error frecuente es interpretar que la bandera incluye "ocho tiras blancas". Este malentendido surge porque las franjas de separación entre las tiras no se recortan, lo que da la impresión de que las bandas rojas y verdes están acompañadas de franjas blancas. Este detalle ha sido motivo de confusión, aunque el diseño oficial indica claramente que solo hay ocho tiras rojas y una verde.

## Representación en el escudo
La Seña Bermeja ocupa un lugar destacado en el Escudo de Zamora. En la primera partición del blasón, aparece representada en campo de plata, sostenida por un brazo armado, que simboliza el espíritu combativo de Viriato y la defensa de Zamora frente a sus enemigos históricos.

## En la actualidad
En 2024, el Ayuntamiento de Zamora anunció una campaña para promover el conocimiento de la Seña Bermeja entre la ciudadanía, incluyendo actividades culturales, exposiciones y conferencias sobre su historia y simbolismo.